# Menèsplet
Menèsplet (en francès Ménesplet) és un municipi francès situat al departament de la Dordonya i a la regió de la Nova Aquitània.

## Demografia
| 1962                                       | 1968 | 1975  | 1982  | 1990  | 1999  | 2007  |
| ------------------------------------------ | ---- | ----- | ----- | ----- | ----- | ----- |
| 957                                        | 956  | 1.010 | 1.211 | 1.328 | 1.289 | 1.551 |
| Des de 1962: població sense dobles comptes |      |       |       |       |       |       |

## Administració
| Període   | Identitat          | Partit |
| --------- | ------------------ | ------ |
| 1977-1983 | Jean-Claude Bastid |        |
| 1983-1989 | René Poineau       |        |
| 1989-     | Jean-Claude Bastid | PS     |